# Agrostis salmantica
Agrostis salmantica é uma espécie de gramínea do gênero Agrostis, pertencente à família Poaceae.